# Casa de Camposagrado de la calle Mon (Oviedo)

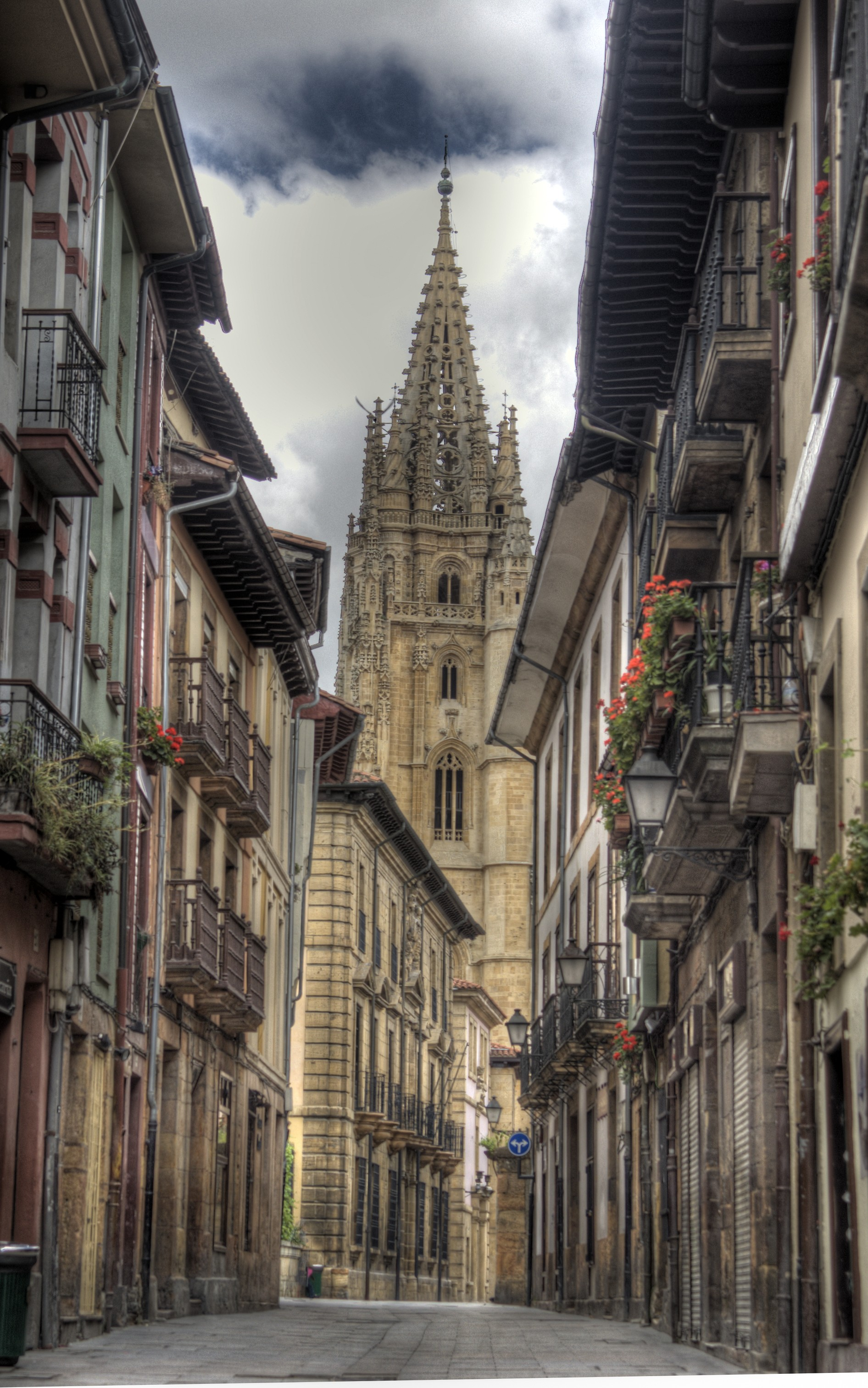
La ovetense calle de Mon, antigua calle de la Ferrería. Al fondo, la torre de la Catedral. La casa de los Marqueses de Camposagrado es la última de la mano derecha.

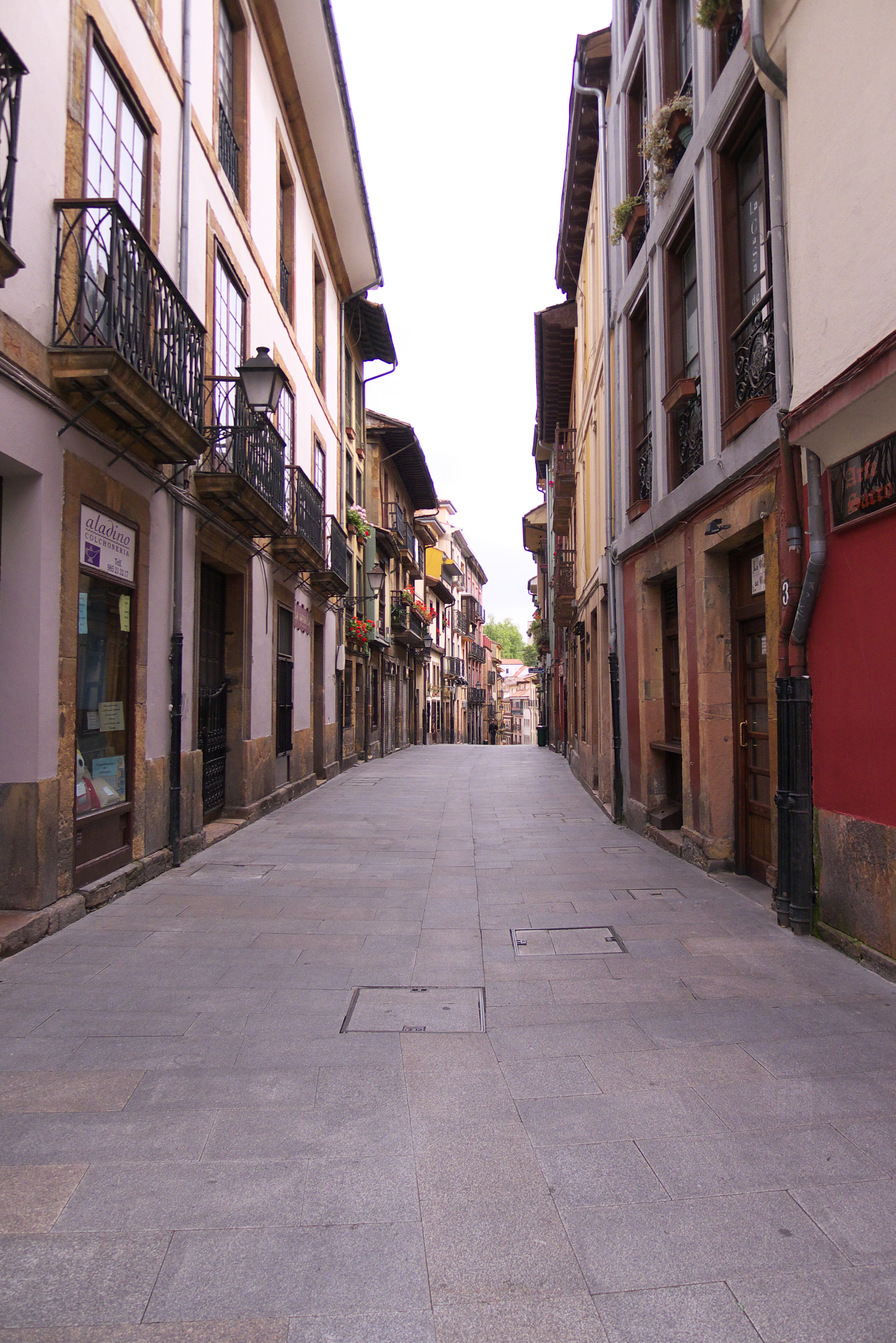
La misma calle, en sentido contrario. Ahora, la casa de los Bernaldo de Quirós aparece en primer término, izquierda.

La casa de los Bernaldo de Quirós o del marqués de Campo Sagrado es un edificio del siglo XVIII sito en Oviedo, en la esquina de las calles Mon y Canóniga, actualmente dividido en dos fincas con entrada por Mon n.º 26 y Canóniga n.º 2.
Tenía su entrada principal por la calle de la Ferrería, después llamada de Mon. Actualmente carece de escudo de armas, aunque pudo tener dos, flanqueando el balcón central.
Su fábrica es de mampostería enlucida, con esmerada cantería vista en la esquina e impostas y en los marcos de todos los vanos. Tiene tres pisos de altura y fachada a ambas calles, con cinco balcones a cada una en el piso principal. Los balcones, con el vuelo de piedra moldurada y barandilla de hierro, están sostenidos por jabalcones.
Perteneció a una línea menor de los Bernaldo de Quirós, la de los señores palacio de Villa en Langreo, que tenían gran arraigo también en Oviedo pues eran regidores perpetuos de la ciudad. A mediados del siglo XIX, a raíz de un pleito, recayó en ellos el marquesado de Campo Sagrado, aunque no heredaron el palacio de este título sito en la plaza de Porlier, que se convirtió en sede de la Audiencia. Así, esta casa fue la residencia ovetense del VII marqués, y en ella nació el VIII.

## Historia
Debió de construirla poco antes de 1750 Juan Bernaldo de Quirós, que en dicho año —según el Catastro de Ensenada— «posee la casa en que vive en la calle de la Ferrería, de dos altos, dos cocinas, cuatro cuartos y portal de cinco varas de frente y veintiuna de fondo. Confronta de Oeste, zaguán. Mediodía, casa del venerable Cabildo. Poniente, calle pública, y de Este, casa de dicho Cabildo».
Dicho Juan era hijo segundón de Andrés Bernaldo de Quirós, señor del palacio de Villa, y de Ángela de Miranda y Vigil, señora de los palacios de San Feliz, arrabal de la Pola de Lena, y de La Villa Hevia en Santa Marina de Cuclillos, concejo de Siero. No tuvo hijos, y después de sus días la casa de la Ferrería se agregó al mayorazgo. Esta familia tenía ya otra casa en Oviedo, en la calle de Santo Domingo, donde en 1705 figuraba empadronado Martín Bernardo de Quirós (abuelo de Juan y padre de Andrés), pero tras heredar la de la Ferrería hicieron de ella su asiento principal en la ciudad. 
En 1787 figuran empadronados en esta casa «el Sr. Don Tomás Bernaldo de Quirós y sus hijos Don Juan de Dios, Don Gregorio, Cadete de Reales Guardias Españolas, Don Marcos, y Don Domingo, hijosdalgo. Don Fernando Bernaldo de Quirós, hermano del de arriba, Capitán de Fragata, Hijodalgo». Dicho Juan de Dios casó poco después con Ignacia de Llanes y Cienfuegos, y fueron padres de José María Bernaldo de Quirós y Llanes, VII marqués de Campo Sagrado desde 1850.